# Toi8
Toi8 (sinh ngày 8 tháng 10 năm 1976) là một nghệ sĩ Nhật Bản, người được biết đến nhiều nhất khi làm việc với anime và trò chơi video như Tokyo Mirage Sairs FE.

## Tiểu sử
Toi8 được sinh ra ở tỉnh Kumamoto, Nhật Bản vào ngày 8 tháng 10 năm 1976. Ông tốt nghiệp trường đại học hoạt hình Yoyogi. Mặc dù ông ấy làm việc như một họa sĩ minh họa anime trong khoảng hai năm, ông ấy đã rời công ty của mình sau khoảng một năm. Kể từ khi ông ta say mê với những bức vẽ gốc của mình, ông ta trở thành một họa sĩ minh họa tự do. Ông ra mắt với tư cách là một họa sĩ minh họa tại "Fancy Tokyo Hundred Scenery" xuất bản năm 2002. Nguồn gốc tên bút của anh ấy là từ ngày sinh nhật của anh ấy: ngày 8 tháng 10. Trước đó, anh đã sử dụng bút danh "Q8".